# Budynek poczty przy ul. Jana III Sobieskiego 7 w Sanoku
Budynek poczty przy ul. Jana III Sobieskiego 7 – budynek poczty w Sanoku, zniszczony podczas II wojny światowej.

## Historia
Projektantem budynku był Wilhelm Szomek, który wybudował go na własnym areale. Budowa została ukończona w 1903. Znajdował się na rogu ulic ul. Jana III Sobieskiego (od ściany wschodniej) i Sokolej (od ściany południowej). Pierwotnie gmach figurował pod numerem konskrypcyjnym 339, a potem pod adresem ul. Jana III Sobieskiego 5. W trakcie istnienia gmachu sąsiadował z kamienicą przy ul. Jana III Sobieskiego 12 (leżąca na wschód) i z budynkiem gimnazjum (położony na południe).
Po wydzierżawieniu obiektu przez Wilhelma Szomka w schyłkowym okresie zaboru austriackiego w ramach autonomii galicyjskiej w gmachu funkcjonowała c. k. poczta. DO końca istnienia Austro-Węgier tj. 1918 nad bramą wejściową widniały: godło państwowe w centrum, a po bokach herb Sanoka i Herb Galicji i Lodomerii.
Pod koniec XIX wieku zarządcą poczty w Sanoku był Gustaw Heym. W kwietniu 1912 starszym zarządcą poczty w Sanoku został mianowany Bolesław Filasiewicz, później określany mianem naczelnika. Podczas I wojny światowej w trakcie okupacji rosyjskiej Sanoka na początku 1915 w gmachu  urządzono szpital, a pocztę przeniesiono do domu Ładyżyńskiego przy ul. Zamkowej.
Po odzyskaniu przez Polskę niepodległości w okresie II Rzeczypospolitej w budynku działał Urząd Pocztowy i Telegraficzny w Sanoku. Nad położonym w rogu budynku wejściem był umieszczone Godło Polski i herb Sanoka. W gmachu poczty na parterze istniał westybul, w którym zlokalizowane były punkty (okienka) obsługi klientów. Na powierzchni piętra funkcjonowały biura urzędu pocztowego, zaś od strony wschodniej mieściło się mieszkanie naczelnika poczty. Przy budynku utworzono na podwórzu parowały ambulansy pocztowe. W 1931 właścicielem parceli pod adresem ul. Jana III Sobieskiego 7 pozostawał Wilhelm Szomek. Do końca istnienia II Rzeczypospolitej budynek poczty figurował pod tym adresem. W 1939 naczelnikiem poczty był Tomasz Kocyłowski.
Podczas II wojny światowej i trwających walk w Sanoku w ramach frontu wschodniego obecna ulica Jana III Sobieskiego (w okresie okupacji niemieckiej przemianowana na Kasernenstrasse) była terenem zmagań zbrojnych; w budynku gimnazjum bronili się Niemcy, którzy celowo spalili budynek poczty na przełomie lipca i sierpnia 1944 (według innej wersji miał zostać trafiony pociskiem artyleryjskim). Gmach uległ zniszczeniu i nie został już odbudowany. W sierpniu 1944 pocztę ulokowano w kamienicy przy ulicy Adama Mickiewicza 2. Według wspomnień Alfreda Burnatowskiego pocztę uruchomiono ponownie we wrześniu 1944. 
W 1950 pozostałe po budynku cegły nabyła Maria Wielhorska, córka Wilhelma Szomka. W późniejszym czasie w miejscu istnienia budynku poczty, na rogu ulicy Jana III Sobieskiego i ulicy Sokolej (w międzyczasie ulicy Andrzeja Frycza Modrzewskiego), powstała piekarnia Michała Jadczyszyna; obecnie figuruje pod adresem Jana III Sobieskiego 9.